# Rolf Beilschmidt
Rolf Beilschmidt (* 8. srpna 1953, Jena, Durynsko) je bývalý východoněmecký sportovec, jehož specializací byla atletická disciplína skok do výšky. Je dvojnásobným halovým vicemistrem Evropy.
V roce 1975 se umístil na halovém mistrovství Evropy v Katovicích na šestém místě. O rok později byl šestý také na HME v Mnichově. Reprezentoval na letních olympijských hrách v Montrealu 1976, kde ve finále skončil s výkonem 218 cm sedmý. Na halovém mistrovství Evropy 1977 ve španělském San Sebastiánu získal stříbrnou medaili, když prohrál jen s olympijským vítězem z Montrealu, Polákem Jackem Wszołou.
Stejný kov vybojoval také o rok později na HME v Miláně, kde překonal 229 cm. V témž roce skončil bronzový na mistrovství Evropy v Praze, když na stadionu Evžena Rošického překonal 228 cm. V roce 1979 získal na světové letní univerziádě v Ciudad de México stříbrnou medaili. Kvůli zranění Achillovy šlachy byl nucen vynechat letní olympijské hry 1980 v Moskvě. Je trojnásobným vítězem výškařského mítinku v Arnstadtu. Později působil mj. jako sportovní funkcionář.

## Osobní rekordy
- hala - (229 cm - 11./12. březen 1978, Milán)
- venku - (231 cm - 13. srpna 1977, Helsinky)